# Ladoye-sur-Seille
Ladoye-sur-Seille település Franciaországban, Jura megyében. Lakosainak száma 49 fő (2022. január 1.). Ladoye-sur-Seille Frontenay, Fay-en-Montagne, La Marre, Blois-sur-Seille, Château-Chalon és Le Fied községekkel határos.

## Népesség
A település népességének változása:
| Lakosok száma | 67   | 57   | 47   | 62   | 60   | 56   | 52   | 49   | 47   | 49   |
|               | 1968 | 1982 | 1990 | 2006 | 2013 | 2015 | 2017 | 2019 | 2020 | 2022 |